# Ciżmówkowate
Ciżmówkowate (Crepidotaceae Singer) – rodzina grzybów znajdująca się w rzędzie pieczarkowców (Agaricales).

## Charakterystyka
Należące do niej gatunki to saprotrofy rozwijające się na obumarłych drzewach lub szczątkach roślin zielnych. Wytwarzają na powierzchni plechy gymnokarpiczne owocniki. Zarodniki gładkie lub ornamentowane, nigdy jednak nie kanciaste ani nie siateczkowane. Mają barwę od bladożółtej do brązowej. Cheilocystydy zawsze obecne, u niektórych gatunków występują pileocystydy.

## Systematyka
Pozycja w klasyfikacji według Index Fungorum: Agaricales, Agaricomycetidae, Agaricomycetes, Agaricomycotina, Basidiomycota, Fungi.
Rodzinę Crepidataceae w 2005 r. poddano rewizji filogenetycznej. Zaliczono do niej następujące rodzaje:
- Crepidotus (Fr.) Staude 1857 – ciżmówka
- Episphaeria Donk 1962
- Nanstelocephala Oberw. & R.H. Petersen 1990
- Pellidiscus Donk 1959
- Phaeomyces E. Horak 2005
- Pleuroflammula Singer 1946
- Simocybe P. Karst. 1879 – ciemnoboczniak

Nazwy naukowe wg Dictionary of the Fungi. Nazwy polskie na podstawie pracy Władysława Wojewody z 2003 r.